# Neofeodalisme
Neofeodalisme is het opnieuw opkomen van beleid dat doet denken aan dat van veel feodale samenlevingen, en dit op het gebied van bestuur, economie en openbare leven. Aspecten hiervan zijn onder andere: ongelijke rechten en ongelijke wettelijke bescherming voor het gewone volk en voor de adel, overheersing door kleine en machtige elitegroepen in de samenleving, en een vorm van lijfeigenschap tussen het volk en de elite, waar eerstgenoemden arm zijn en laatstgenoemden rijk.

## Gebruik en etymologie
Over het algemeen verwijst de term naar een vorm van feodalisme in de 21e eeuw – in sommige opzichten vergelijkbaar met wat in het middeleeuwse Europa bestond, maar dat in de moderne tijd opnieuw lijkt op te komen. In het vroege gebruik ervan werd de term ingezet als zowel kritiek op politiek links als op rechts.
Een vroeg voorbeeld van kritiek op links is het essay ‘Neo-Feudalism’ van John Kenneth Galbraith, gepubliceerd in 1961.
Aan de andere kant gebruikte Jürgen Habermas de term Refeudalisierung ("herfeodalisering") in zijn werk The Structural Transformation of the Public Sphere uit 1962 om kritiek te uiten op de privatisering van de vormen van communicatie waarvan hij geloofde dat ze openbaar geworden waren. Hoewel ze het woord ‘neofeodalisme’ niet gebruikt werd, hebben latere commentatoren opgemerkt dat deze ideeën vergelijkbaar zijn met het idee van neofeodalisme. Dienovereenkomstig bracht Immanuel Wallerstein in 1992 zijn visie op de mondiale ontwikkeling naar voren, waarbij hij het neofeodalisme als een van de drie andere varianten noemde. Met neofeodalisme verwees Wallerstein naar autarkie, regio's met een lokale hiërarchie en hi-tech-goederen die alleen voor de elite beschikbaar waren.

## Beschrijving
Het concept van het neofeodalisme kan zich op de economie concentreren, maar is daar niet toe beperkt. Neofeodalisme kan in de hedendaagse samenleving, betrekking hebben op: klassenstratificatie, globalisering, neoconservatief buitenlands beleid, multinationale ondernemingen en ‘neo-corporatisme’.
Volgens Les Johnston is Clifford Shearings theoretische benadering van het neofeodalisme invloedrijk geweest. Shearing "gebruikt deze term in beperkte zin om de aandacht te vestigen op de opkomst van domeinen van massaal privé-eigendom die op verschillende manieren 'afgesloten' zijn".
Neofeodalisme houdt een orde in die wordt bepaald door commerciële belangen en die in grote gebieden wordt toegepast, aldus Bruce Baker, die stelt dat dit de omvang van de samenwerking tussen staats- en niet-staats-politiediensten niet volledig beschrijft. De betekenis van de vergelijking met het feodalisme is voor Randy Lippert en Daniel O'Connor dat bedrijven een macht hebben die vergelijkbaar is met de bestuursbevoegdheden van staten. Op dezelfde manier heeft Sighard Neckel betoogd dat de opkomst van het op de financiële markten gebaseerde kapitalisme aan het einde van de twintigste eeuw een 'refeodalisering' van de economie heeft vertegenwoordigd.
Het groter worden van de welvaartskloof, omdat arme en gemarginaliseerde mensen worden uitgesloten van beveiliging door de overheid, kan resulteren in neofeodalisme, betoogt Marina Caparini, die zegt dat dit al is gebeurd in Zuid-Afrika. Neofeodalisme wordt mogelijk gemaakt door de commercialisering van het politiewerk en betekent het einde van gedeeld burgerschap, zegt Ian Loader. Een belangrijk kenmerk van het neofeodalisme is dat het openbare leven van individuen steeds meer wordt beheerst door bedrijven, zoals Martha K. Huggins constateert.
Auteur Jonathan Bluestein heeft geschreven over het neofeodalisme als een kenmerk van sociale macht: zowel economisch, politiek als militair. Hij definieert de neofeodale vorsten als degenen die, hoewel ze niet rechtstreeks heren, aristocraten, koningen of keizers worden genoemd, toch een gelijkwaardige macht in moderne zin bezitten. Dat wil zeggen dat mensen die niet onderworpen zijn aan alledaagse wetten, tot op zekere hoogte hun eigen wetten kunnen creëren, grote markten kunnen domineren, enorme groepen individuen in dienst kunnen nemen, de middelen hebben om een particuliere militaire macht te hebben, het economische equivalent van hele naties kunnen uitoefenen, en op grote schaal bezittingen bezitten, vooral onroerend goed. In zijn boeken bekritiseert Bluestein dit fenomeen, maar stelt hij ook sociale en economische oplossingen voor.
Als eerste die de term techno-kapitalistisch-feodalisme, in het Engels kortweg TCF, bedacht, bracht politiek econoom Michel Luc Bellemare begin september 2020 een baanbrekend boekdeel over dit onderwerp uit, getiteld 'Techno-Capitalist-Feudalism'. Volgens Bellemare is in het boek "het tijdperk van techno-kapitalistisch-feodalisme het tijdperk van totalitair kapitalisme, waarin de logica van het kapitalisme totalitaire dimensies en autoritaire suprematie bereikt". Eén van de belangrijkste kenmerken van het tijdperk van techno-kapitalistisch-feodalisme is volgens Bellemare ‘de degeneratie van het oude moderne klassensysteem in een postmodern micro-kastensysteem, waarin nu een onoverkomelijke kloof bestaat in de samenleving’ tussen de ‘1 procent’ en de ‘99 procent’, of specifieker: de staatsfinanciën-bedrijfsaristocratie en de beroepsbevolking. Bovendien is, volgens Bellemare, in het donkere tijdperk van techno-kapitalistisch-feodalisme, "de bepaling van waarden, prijzen en lonen niet langer gebaseerd op het oude marxistische idee van sociaal noodzakelijke arbeidstijd, maar eerder op het willekeurige gebruik van geweld en invloed, namelijk door een onderliggend geheel van heersende kapitalistische machtsverhoudingen en/of of ideologieën, die met geweld en invloed numerieke waarden, prijzen en loonbedragen opleggen aan goederen, diensten en mensen, zonder enige overweging met betrekking tot arbeidstijd." Uiteindelijk, in het donkere tijdperk van het techno-kapitalistisch-feodalisme "waar een kapitalistische entiteit of een groep entiteiten mee weg kan komen op het gebied van de productie en/of op de markt, wordt als geldig, legitiem en normaal beschouwd, ongeacht de arbeidstijduitgaven." 
Bovendien betoogt Bellemares boek, in tegenstelling tot Marx, dat in het donkere tijdperk van de TCF "werknemers onder het bestaansminimum kunnen worden betaald", en daarom moeten ze nu een veelheid aan banen en meer uren werken om rond te komen, wat ze in veel gevallen niet kunnen, ze kunnen niet zonder sociale bijstand. Op zijn beurt, aldus Bellemare, "zijn in het donkere tijdperk van TCF de meeste machinetechnologieën van kapitalistische oorsprong, wat betekent dat deze technologieën gestolde machtsverhoudingen en/of ideologieën zijn die doordrenkt en geprogrammeerd zijn met kapitalistische vooroordelen". Dat wil zeggen, een reeks specifieke vooroordelen die de macht van de heersende kapitalistische verhoudingen en ideologieën in stand houden, reproduceren en uitbreiden en die het algehele systeem ondersteunen. 
Daarbij, volgens het boek van Bellemare, worden in het dystopische tijdperk van TCF "de meeste kapitalistische machinetechnologieën gebruikt om de verdeeldheid tussen de ‘1 procent’ en de ‘99 procent’ in stand te houden, te reproduceren en uit te breiden, door de '99 procent' in de lagere lagen van het systeem te houden, en de '1 procent' voor onbeperkte tijd in de bovenste lagen van het systeem. Kortom, in het donkere tijdperk van de TCF houdt de nieuwe aristocratie, dat wil zeggen de kapitalistische oligarchie of de 1 procent, zich in de eerste plaats bezig met de accumulatie van macht, controle en kapitaal, en met het in stand houden van de hiërarchie. Als gevolg daarvan volgens Bellemare, in het donkere tijdperk van de TCF, "probeert de kapitalistische aristocratie geen onbetaalde arbeidstijd van de arbeiders te stelen, maar probeert zij veeleer alle aspecten van de samenleving te beïnvloeden en te controleren. De accumulatie van macht, controle en kapitaal, georkestreerd door de 1 procent, hun bedrijven en de staat, gaat dus altijd ten koste van de beroepsbevolking/bevolking, die zelf geleidelijk aan verarmt. machteloos gemaakt en voortdurend gedegradeerd naar de marges van het systeem, namelijk de marges van het techno-kapitalistische feodale bouwwerk, als lijfeigenen en/of schuldenlijfeigenen".
In de loop van de jaren 2020-2021 heeft Yanis Varoufakis veel geschreven en lezingen gegeven over zijn theorie over het neofeodalisme. Hij stelt dat het traditionele kapitalisme is geëvolueerd naar een nieuwe feodaalachtige structuur van economieën en samenlevingen, die hij 'techno-feodalisme' noemt. Varoufakis legt uit dat, anders dan in het kapitalisme, feodale economieën de eigenschap hebben dat ze worden gedomineerd door zeer kleine groepen mensen, en dat ze het gedrag van de markten op voorhand bepalen zoals zij dat willen. Varoufakis neemt het voorbeeld van enorme online ondernemingen zoals Facebook, Amazon en anderen en merkte op dat dergelijke bedrijven in de eerste plaats worden bestuurd door de grillen van individuele individuen en kleine teams, en dus geen echte kapitalistische vrije markten vormen, maar eerder feodale markten met strenge regels. 
Begin september 2022 heeft Bellemare een korte en directe kritiek geuit op het ‘techno-feodalisme’, op grond van het feit dat het ‘techno-feodalisme’ de feiten en de dagelijkse realiteit van arbeiders vertekent, die zwoegen onder de laars van het totalitaire kapitalisme, of nauwkeuriger gezegd: de laars van het ‘techno-kapitalistisch-feodalisme’. Volgens het artikel van Bellemare bewijst het gebruik van de term 'techno-feodalisme' in plaats van 'techno-kapitalistisch-feodalisme' een slechte dienst aan de arbeiders. Het schrappen van de term ‘kapitalistisch’ uit het techno-kapitalistisch-feodalisme ‘vertroebelt alleen maar het helderblauwe water van het eindstadium van de kapitalistische ontwikkeling’, namelijk het nieuwe aanbrekende tijdperk van het totalitaire kapitalisme, dat wil zeggen het nieuwe dystopische donkere tijdperk van het techno-kapitalistisch-feodalisme, losgeslagen. 
Volgens het artikel van Bellemare ‘is de oude kapitalistische bourgeoisie een techno-kapitalistische-feodale-aristocratie geworden, omdat de logica van het kapitalisme, de kapitalistische winst en de kapitalistische technologische innovaties deze autoritaire kapitalistische aristocratie blijven informeren en motiveren”. Daarbij achtervolgt het schrikbeeld van het kapitalisme het ‘techno-feodalisme’, in de zin dat ‘techno-feodalisme’, of beter gezegd, ‘techno-kapitalistisch-feodalisme’, het resultaat is van ‘de verhouding kapitaal/arbeid op zijn scheefst, onderdrukkend en technologisch dominerend. De verhouding tussen kapitaal en arbeid blijft standhouden, aangezien de logica van het kapitalisme de basis en de fundamentele onderbouw van dit nieuwe economische systeem blijft". 

## In populaire cultuur en literatuur
Na de financiële crisis van 2007-2008 verklaarde de Amerikaanse technologiemiljardair Nick Hanauer dat "ons land [d.w.z. de Verenigde Staten] in hoog tempo minder een kapitalistische samenleving en meer een feodale samenleving aan het worden is". Zijn opvattingen werden onder meer herhaald door de IJslandse miljardair Björgólfur Thor Björgólfsson. Het idee dat tijdens de bloei en crisis in het begin van de 21e eeuw in IJsland het land terugkeerde naar feodale machtsstructuren, werd ook verwoord door een reeks IJslandse romanschrijvers.
Soortgelijke ideeën zijn te vinden in sommige Engelstalige fictie. De Dune-romansreeks van Frank Herbert speelt zich bijvoorbeeld af in de verre toekomst met een neofeodalistisch galactisch imperium dat bekend staat als het Imperium. In deze romans is de mensheid, na een reeks oorlogen die bekend staan als de Butleriaanse Jihad, alle soorten 'denkmachinetechnologie' gaan verbieden, zelfs de eenvoudiger vormen ervan. Vervolgens werd het politieke machtsevenwicht in het Dune-universum geleidelijk dominant via een groot aantal koninklijke huizen, die elk een of meerdere planeten domineerden. Hoewel ze in de verre toekomst opereren, is de sociale en politieke dynamiek van genoemde koninklijke huizen in veel opzichten vergelijkbaar met die eerder in de middeleeuwen.
In de sciencefictionroman Existence van David Brin voeren Amerikaanse politici campagne voor de juridische transitie van de Verenigde Staten naar een neofeodalistische samenleving.
In het jaar 2020 publiceerde Klaus Schwab, hoofd van het World Economic Forum, een boek met de titel COVID-19: The Great Reset. Sommige rechtse samenzweringen op websites zoals 4chan en de Daily Stormer (naast andere rechtse websites) claimen dat het boek beweert dat de COVID-19-pandemie een kans is voor politici en regeringen om de economieën en samenlevingen van de wereld te veranderen. en overheidsstructuren, door een systeem van ‘belanghebbendenkapitalisme’ te introduceren, en dit via de richtlijnen van een plan dat bekend staat als 'The Great Reset'. Schwab verwijst ook naar zijn doelen als "De Vierde Industriële Revolutie". Andere auteurs hebben The Great Reset bekritiseerd als een vorm van neofeodalisme.